# Rudolf Smend (Jurist)
Carl Friedrich Rudolf Smend (* 15. Januar 1882 in Basel; † 5. Juli 1975 in Göttingen) war ein deutscher Staats- und Kirchenrechtler.

## Leben
Der Sohn des Theologieprofessors Rudolf Smend begann ab 1900 mit Studien an den Universitäten Basel, Berlin, Bonn und Göttingen, welche er 1904 in Göttingen mit der Promotion und der preisgekrönten Dissertation über das Verhältnis der preußischen Verfassungsurkunde von 1850 zur belgischen abschloss. Mit einer Arbeit über das Reichskammergericht habilitierte er sich 1908 unter Albert Hänel an der Universität Kiel.

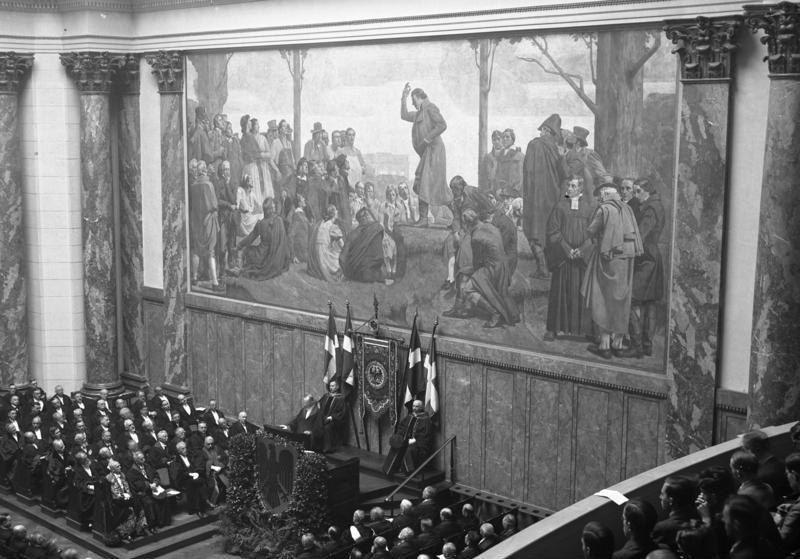
Rudolf Smend an der Berliner Universität bei der Reichsgründungsfeier, Januar 1933

1909 erhielt Smend eine Berufung als außerordentlicher Professor in Greifswald; 1911 wurde er in Tübingen zum ordentlichen Professor berufen. 1915 wechselte er nach Bonn, und 1922 folgte der Ruf an die Friedrich-Wilhelms-Universität nach Berlin. In dieser Zeit war Smend Mitglied der republikfeindlichen Deutschnationalen Volkspartei (DNVP). In den Jahren 1927 bis 1929 wurde er in den Vorstand der Vereinigung der Deutschen Staatsrechtslehrer gewählt. Im Gegensatz zu anderen Deutschnationalen und anders als Carl Schmitt blieb er aber gegenüber dem aufkommenden Nationalsozialismus auf Distanz. Auf Druck des Reichserziehungsministeriums, das seinen Berliner Lehrstuhl für die Berufung des SS-Juristen Reinhard Höhn freimachen wollte, musste Smend 1935 einen Ruf an die Universität Göttingen annehmen. In Göttingen blieb er bis zu seinem Lebensende.
Nach dem Krieg war Smend der erste Nachkriegsrektor der Universität Göttingen und trug maßgeblich zur schnellen Wiederaufnahme des Lehr- und Forschungsbetriebes bei. Als Vertreter der Universitätstheologie unterzeichnete er im Oktober 1945 das Stuttgarter Schuldbekenntnis, „nicht mutiger“ gegen den Nationalsozialismus eingetreten zu sein. Von 1944 bis 1949 bekleidete er das Amt des Präsidenten der Akademie der Wissenschaften zu Göttingen. Auf seine Anregung hin wurde 1946 in Göttingen das Kirchenrechtliche Institut der Evangelischen Kirche in Deutschland gegründet, dessen erster Leiter Smend war. Nach seiner Emeritierung (1951) setzte er sein kirchenrechtliches Seminar noch bis 1965 fort; das staats- und verfassungstheoretische sogar bis 1969. 1970 folgte ihm als Leiter des kirchenrechtlichen Instituts Axel Freiherr von Campenhausen nach, dessen Nachfolge 2008 Hans Michael Heinig antrat.
Smend wurden vier Ehrendoktortitel verliehen; zwei Festschriften wurden ihm dargebracht. Er war 1951 Mitbegründer der „Zeitschrift für evangelisches Kirchenrecht“ und gehörte 1948 zu den Herausgebern bei der Wiederaufnahme des „Archivs des öffentlichen Rechts“ und war Herausgeber der Monatsschrift für Deutsches Recht. 1946–1955 gehörte Rudolf Smend dem Rat der Evangelischen Kirche in Deutschland an.

## Wissenschaftliches Wirken
Rudolf Smends wissenschaftliches Wirken widmete sich nach anfänglichen verfassungs- und rechtsgeschichtlichen Schriften später ausschließlich den beiden großen Gegenständen Staat und Kirche. Im Mittelpunkt stand dabei vor 1945 das Staats- und Verfassungsrecht und die Verfassungstheorie. Erst später wandte er sich auch verstärkt dem Kirchenrecht zu. Als sein Hauptwerk wird die Schrift „Verfassung und Verfassungsrecht“ (1928) angesehen. Grundlegend arbeitete er darin insbesondere seine Integrationslehre heraus. Es ging ihm dabei darum, eine Theorie des Staates zu entwickeln, die nicht auf der Basis normativer Deduktion, sondern soziologischer und geisteswissenschaftlicher Erkenntnis zu zeichnen ist. Er legte dem eine Soziallehre zu Grunde, die den Staat als geistige Realität versteht, die aus der Wechselwirkung individueller Lebensvorgänge aufgebaut ist. Auch ging es ihm darum, die staatsrechtlichen Grundbegriffe neu zu fassen und dabei den dynamisch-dialektischen Charakter des staatlichen Lebensprozesses zu betonen. Die Verfassung wird in der Smendschen Integrationslehre in ihrer Funktion für die Einheit des Staates gesehen. Die staatlichen Organe und Gewalten werden nicht als Substanzen ruhender Art, sondern als bewegende Kräfte verstanden.
Smend hat sich mit emotionalen Quellen der Herrschaft befasst, also beispielsweise mit Bedeutung und Wirkung von Fahnen, Nationalhymnen, Wappen, Sprachbildern oder historischen Bezügen. Sie sind es, die über soziale, religiöse oder weltanschauliche Grenzen hinweg integrieren können. Der Rechtsetzung und Rechtsprechung traute er eine solche integrierende Wirkung kaum zu. Sie seien etwas für Experten, in weiten Bevölkerungskreisen entfalteten sie aber keine Bindungswirkung. In Smends Befassung mit staatlichen Zeremonien, Symbolen und Ritualen ist sein christlich-evangelischer Hintergrund erkennbar, sie ist von der christlichen Erlebnisgemeinschaft beeinflusst, die über bestimmte Bilder, Handlungen und Formeln Identität stiftet.
Als bekennende Anhänger der Smend-Schule lassen sich u. a. Hsü Dau-Lin, Ulrich Scheuner, Horst Ehmke, Konrad Hesse und Peter Häberle bezeichnen. Im Bereich der Politikwissenschaften wird auch Wilhelm Hennis dazu gezählt. Die immer noch anhaltende Fruchtbarkeit der Integrationslehre beruht nach Ansicht seiner Schüler darauf, dass sie den rechtlichen Positivismus und die Auflösung von Norm und Wirklichkeit überwindet und damit neue Arbeitsfelder erschließt.
Smends Thesen werden insbesondere von positivistischer Seite im Hinblick auf die Unschärfe der Begriffe, die Verbindung der Rechtsbegriffe mit inhaltlichen Wertvorstellungen und Maßstäben kritisiert. Die Integrationslehre wird kritisiert als ein Modell radikalen politischen Immanenzdenkens, soweit sie die eigene Wertgesetzlichkeit des staatlichen Integrationsprozesses in den Vordergrund stellt. Auch unterschätze die Integrationslehre die Eigenbedeutung des Rechts. Sofern sie als Staatstheorie angesehen wird, wird sie als uneindeutig und fragmentarisch kritisiert.
Smend stellte mit der Integrationslehre gewissermaßen den wissenschaftlichen Gegenpol zu der dezisionistischen Theorie Carl Schmitts dar, die dieser in seinem ebenfalls 1928 erschienenen Standardwerk Verfassungslehre vertrat. Die sich aus diesen gegensätzlichen Denk- und Forschungsansätzen entwickelnden Schulen waren in der bundesrepublikanischen Staatsrechtsdiskussion noch bis in die siebziger Jahre bedeutend und sind in Abstrichen sogar bis heute bemerkbar.
Der wissenschaftliche Nachlass von Rudolf Smend wird in der Niedersächsischen Staats- und Universitätsbibliothek Göttingen aufbewahrt.
Rudolf Smends Sohn ist der gleichnamige, 1932 geborene Theologe.

## Auszeichnungen
- 1910: Kronenorden IV. Klasse
- 1952: Großes Verdienstkreuz der Bundesrepublik Deutschland
- 1961: Landesmedaille des Landes Niedersachsen
- 1967: Stern zum Großen Verdienstkreuz[7]

## Schriften (Auswahl)
- Das Reichskammergericht. Geschichte und Verfassung. Böhlau, Weimar 1911; Neudruck: Scientia, Aalen 1965. Digitalisat.
- Ungeschriebenes Verfassungsrecht im monarchischen Bundesstaat. In: Festgabe für Otto Mayer. Zum 70. Geburtstag dargebracht von Freunden, Verehrern und Schülern. Mohr, Tübingen 1916, S. 247–270.
- Verfassung und Verfassungsrecht. Duncker & Humblot, München 1928.
- Staatsrechtliche Abhandlungen. Duncker & Humblot, Berlin 1955; 4. Auflage 2010.
- „Auf der gefahrenvollen Straße des öffentlichen Rechts“. Briefwechsel Carl Schmitt – Rudolf Smend 1921–1961, hrsg. v. Reinhard Mehring, Duncker & Humblot, Berlin 2010, ISBN 978-3-428-13753-4, Verlagsinformation.